# Karl Drexel
Karl Drexel (21. července 1872 Dornbirn – 14. března 1954 Dornbirn) byl rakouský křesťansko sociální politik, na počátku 20. století poslanec Říšské rady, v meziválečném období člen rakouské Spolkové rady a poslanec rakouské Národní rady.

## Biografie
Vychodil národní a gymnázium Cassianeum v Brixenu, kde maturoval roku 1891. Vystudoval pak teologii a filozofii v Brixenu a Římě (Santa Maria dell' Anima). V roce 1899 získal titul doktora teologie a filozofie. V období let 1899–1907 působil jako farní provizor a učitel na reálné škole v rodném Dornbirnu. Získal titul papežského preláta. Od roku 1912 pracoval v rakouském statistickém úřadu. Byl aktivní politicky v Křesťansko sociální straně. Od roku 1902 zasedal coby poslanec Vorarlberského zemského sněmu a od roku 1910 byl i členem vorarlberské zemské vlády.
Na počátku 20. století se zapojil i do celostátní politiky. Ve volbách do Říšské rady roku 1907, konaných poprvé podle všeobecného a rovného volebního práva, získal mandát v Říšské radě (celostátní zákonodárný sbor) za obvod Vorarlbersko 1.Profesně byl k roku 1907 uváděn jako profesor a zemský poslanec. Byl členem poslaneckého klubu Křesťansko-sociální sjednocení.
V letech 1914–1920 byl v ruském válečném zajetí na Sibiři. Po návratu do vlasti působil jako prezident Říšského svazu rakouských obětí války.
Po válce zasedal od 1. prosince 1920 do 6. listopadu 1923 jako člen rakouské Spolkové rady, přičemž od 7. prosince 1920 byl jejím místopředsedou. Pak byl od 20. listopadu 1923 do 16. října 1931 poslancem rakouské Národní rady. Stále zastupoval křesťanské sociály.
V období let 1931–1935 byl ředitelem rakouského statistického úřadu.